# 교와촌 (야마나시현)
교와촌(共和村)은 야마나시현 니시야쓰시로군에 있던 촌이다. 현재의 미나미코마군 미노부정 북서부에 해당한다.

## 역사
- 1875년 8월 - 야쓰시로군 4개 촌이 합병해 교와촌이 성립하였다.
- 1878년 7월 22일 - 군구정촌편직법에 의해 교와촌은 니시야쓰시로군에 소속되었다.
- 1889년 7월 1일 - 정촌제 시행에 의해 근세이후의 교와촌이 단독으로 지자체를 형성하였다.
- 1956년 9월 30일 - 구 시모베정, 구나도촌, 후루세키촌과 합병해 새로운 시모베정이 성립하여, 동일 교와촌은 폐지되었다.

## 참고문헌
- 角川日本地名大辞典 19 山梨県